# Colonia Juárez, Malinalco
Colonia Juárez är en ort i kommunen Malinalco i delstaten Mexiko i Mexiko. Samhället hade 741 invånare vid folkräkningen år 2020.